# Fariborz Sahba
Fariborz Sahba (Mashhad, Irán, 1948) es un arquitecto iraní que actualmente vive entre Canadá y Estados Unidos.

## Educación
Sahba tiene un máster de la Facultad de Bellas Artes de la Universidad de Teherán. En una entrevista con Mithaq Kazimi, afirmó que fue su madre quien le animó a ser arquitecto a una edad temprana. Esto se debió a que su madre creció en la ciudad Asjabad de Turkmenistán, donde acudía regularmente al Templo Bahá'í de dicha ciudad y sus jardines circundantes y al verse obligada a repatriarse tras la llegada al poder de los bolcheviques y movida por su añoranza, inculcó en él el amor por la arquitectura en Fariborz.

## Carrera
En Irán se ha involucrado en el diseño de gran cantidad de edificios prestigiosos, incluyendo:
- La Ciudad Nueva de Mahshahr (suroeste de Irán)
- El Centro Cultural Pahlavi (Sanandaj, Irán)
- La Escuela de Artes (Sanandaj, Irán)

y fuera de Irán destaca Las 18 Terrazas Bahá'ís ubicadas en (Haifa, Israel).
Probablemente su obra maestra, hasta la fecha, sea el templo de lotus situado en Nueva Delhi, India.

## Publicaciones
Fariborz Sahba ha escrito y publicado muchos libros. Ha dado muchas conferencias sobre temas de arte, arquitectura, realización de proyectos, cultura y entorno en universidades e institutos de arquitectura de prestigio en muchos países como Estados Unidos, Canadá, Israel, China, Hong Kong, Singapur, Macao, Australia, Papúa Nueva Guinea, Japón, Malasia, India, Reino Unido, Holanda, Alemania, Italia, Australia, Francia, Suiza, Suecia, Uganda y Sudáfrica.
En 1970 creó una revista literaria para niños llamada Varqá. Aunque originalmente solo se publicaba en persa, terminó publicándose en otros nueve idiomas.